# Bocchoris inspersalis
Bocchoris inspersalis là một loài bướm đêm trong họ Crambidae.

## Hình ảnh

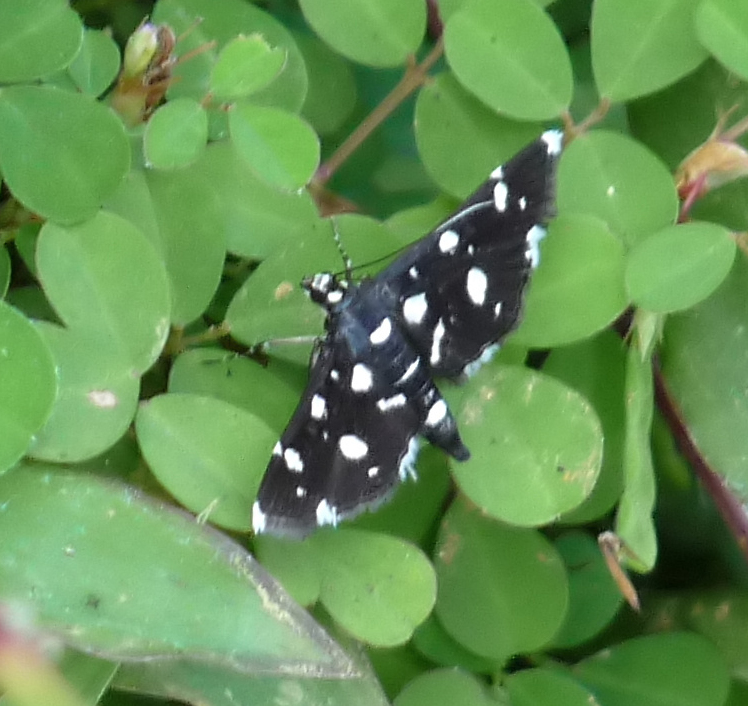